# Léon-Paul Fargue
Léon-Paul Fargue (n. 4 martie 1876, Paris, Île-de-France, Franța – d. 24 noiembrie 1947, Paris, Franța) a fost un poet și eseist francez.
În poezia sa, lirismul fluid, melancolic se combină cu noutatea imaginilor și interesul acordat oniricului și miraculosului.

## Opera
- 1912: Poeme ("Poèmes")
- 1914: Pentru muzică ("Pour la musique")
- 1929: Spații ("Espaces")
- 1939: Pietonul Parisului ("Le piéton de Paris")
- 1941: Marea singurătate ("Haute solitude")
- 1944: Lanterna magică ("Lanterne magique")
- 1947: Portrete de familie ("Portraits de famillie").